# Konfederationsartiklarna
Konfederationsartiklarna (engelska: Articles of Confederation), formellt Artiklarna för konfederation och ständig union (engelska: Articles of Confederation and Perpetual Union), var en överenskommelse mellan de 13 grundstaterna som lagligen etablerade Amerikas förenta stater som en konfederation av suveräna stater och var dess första konstitution. Den utarbetades av kontinentalkongressen 1776-77, togs i bruk år 1777 och blev formellt ratificerat av alla 13 delstater 1781. 

## Bakgrund
Artiklarna gav legitimitet åt kontinentalkongressen att styra det amerikanska revolutionskriget, bedriva diplomati med Europeiska stater och ta itu med territoriella frågor och indiannationerna. De enskilda delstaterna förbehöll sig dock själva alla de rättigheter som inte uttryckligen överlåtits åt unionen, och statsförbundet var mycket löst.
Förbundets centralmakt utgjordes av kongressen, som dock inte var en representation för folket utan för de enskilda delstaterna. Varje delstat hade en röst, nio röster krävdes för att ett beslut skulle vara giltigt, enhällighet krävdes för författningsändringar. Beskattningsrätten var uttryckligen frånkänd kongressen, och unionen var för sina finansiella behov hänvisad till de enskilda delstaternas goda vilja.
De strukturella svagheterna blev en angelägenhet delstatsstyrena och 1787 ersattes den med den amerikanska konstitutionen, i kraft från 1789 som möjliggjorde en mycket starkare federalt styre, med en president som enrådig chef för den verkställande maktens myndigheter, domstolar och en kongress med beskattningsbefogenheter.